# 四川蒲桃
四川蒲桃（学名：Syzygium sichuanense）是桃金娘科蒲桃属的植物，为中国的特有植物。分布在中国大陆的四川等地，目前尚未由人工引种栽培。